# Gare de Fauquemont

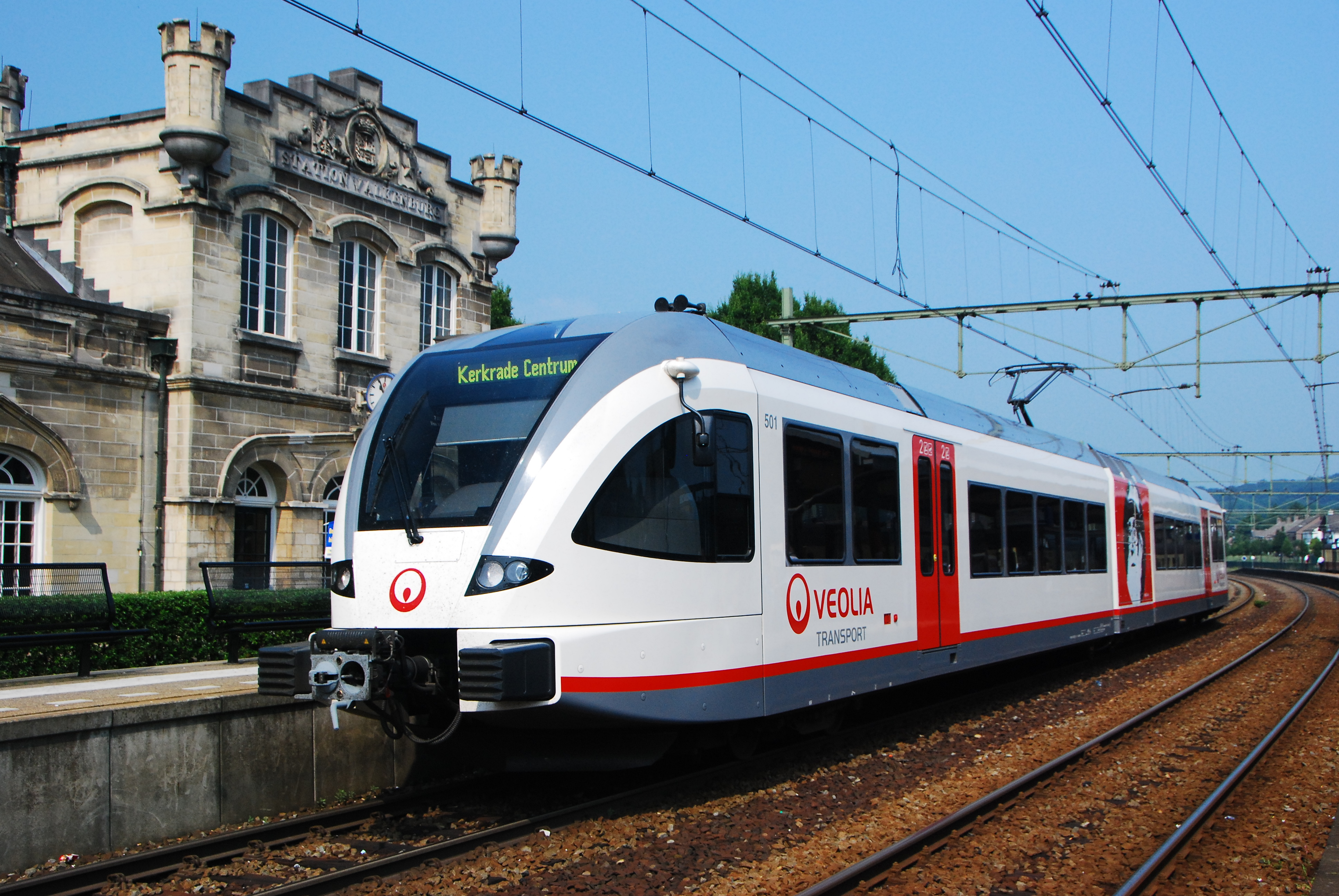
Train Veolia à la gare de Fauquemont

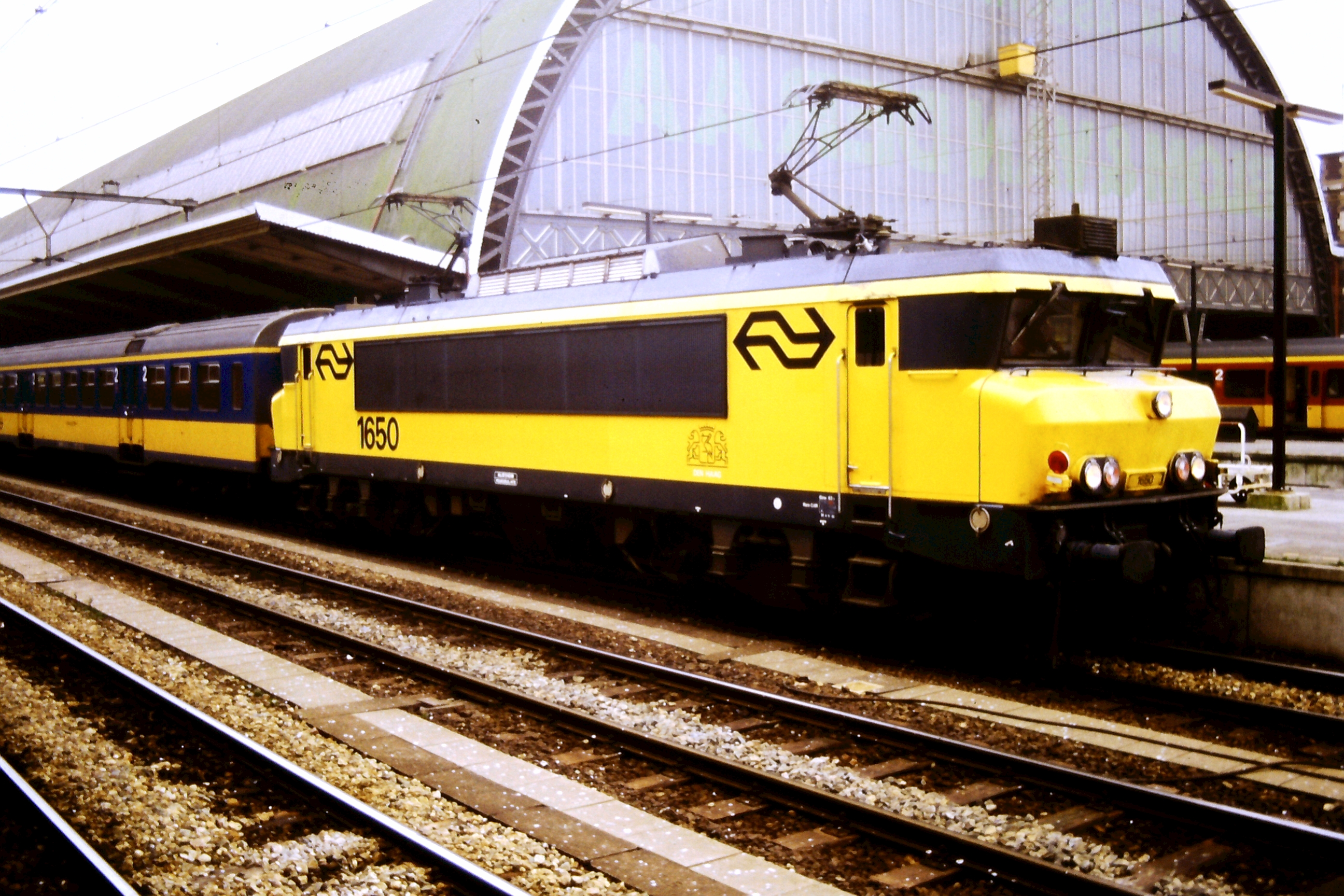
Dans les années 1980, certains trains interurbains en provenance d'Amsterdam continuaient vers Fauquemont le samedi, mais les Fauquemont Express étaient pour la plupart des trains Plan V.

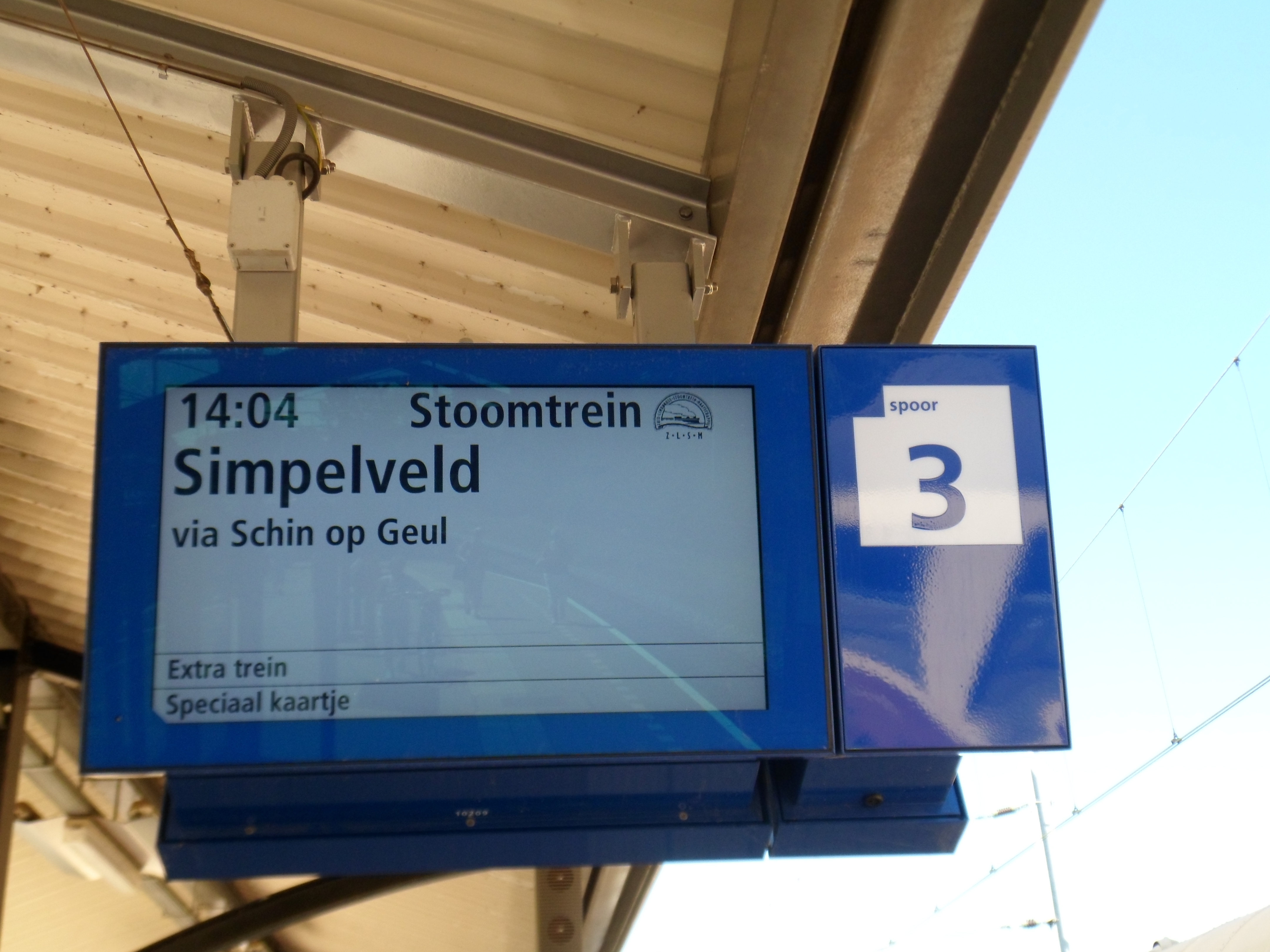
Panneau de départ ZLSM

La gare de Fauquemont (en néerlandais : Station Valkenburg) est la gare de la ville de Fauquemont dans la province néerlandaise de Limbourg. La gare est située sur la ligne Maestricht - Heerlen, dite ligne Heuvelland. Le bâtiment de la gare, datant de 1853, est considéré comme la plus ancienne gare encore existante des Pays-Bas. Elle est inscrite comme monument national depuis 1990, elle est même dans le Top 100 du Service des monuments nationaux.

## Histoire
La gare de Fauquemont a été construite pour le compte de la société de chemin de fer Aix-Maestricht, qui a construit à partir de 1845 la ligne ferroviaire d'Aix-la-Chapelle à Maestricht, la première liaison ferroviaire internationale aux Pays-Bas. Le bâtiment, construit en blocs de marne, a été conçu par Jacobus Enschedé dans le style néo-gothique anglais. Enschedé s'est inspiré du palais du roi Guillaume II à Tilbourg. La gare a ouvert le 23 octobre 1853. En 1890, deux bâtiments détachés sur les côtés sont démolis pour laisser place aux ailes latérales actuelles, qui jouxtent le bâtiment principal.
Initialement, la gare était située sur la ligne Aix-la-Chapelle - Maestricht, puis elle a été également reliée à la ligne de Heerlen à Kerkrade (ou « Miljoenenlijn »). En 2024, il y a des liaisons vers Kerkrade via Heerlen et Maestricht et il y a également des trains entre Aix-la-Chapelle et Liège, avec arrêt à Fauquemont (Train des trois pays). Les gares Houthem-Saint Gerlach et Schin op Geul de cette ligne se trouvent également à la commune de Fauquemont-sur-Gueule.
Le bâtiment est toujours utilisé comme gare. En 2005, la gare, quelque peu vétuste, a été remise dans son état d'origine. De 2005 à 2009, elle a été louée, entre autres, à un restaurant, à un kiosque et à un magasin de trains miniatures, et pendant quelque temps, une exposition sur le tourisme à Fauquemont, la ligne Heuvelland et le ZLSM y ont été organisée. Dans les années qui suivirent, des expositions temporaires d'artistes locaux y furent également organisées.

### Fauquemont Express
Dans les années 1970 et 1990, des trains supplémentaires (« Fauquemont Express ») circulaient directement d'Amsterdam, La Haye et Zwolle jusqu'à Fauquemont (et retour) le samedi pendant les vacances d'été. En 1985, il y avait cinq trains interurbains quotidiens réguliers de Zandvoort aan Zee à Maestricht, qui desservaient Fauquemont du samedi du 8 juin au 31 août (avec six trains pour le retour), et en plus ces jours-là, deux trains IC spéciaux de La Haye CS et Rotterdam CS à Fauquemont, dont certains ne se sont pas arrêtés aux arrêts IC réguliers de Bois-le-Duc, Weert, Rurmonde ou Sittard. Il y avait aussi un Fauquemont Express spécial de Zwolle, qui était classé comme train local, mais ne s'arrêtait qu'à Deventer, Zutphen, Arnhem et à tous les arrêts de la route non électrifiée Nimègue - Venlo - Rurmonde et partait de Rurmonde sans arrêt vers Maestricht.
La plupart des trains du Fauquemont Express circulaient via Maestricht, certains via Heerlen. En 1988, il y avait trois trains IC réguliers Zandvoort – Maestricht, qui avaient été prolongés jusqu'à Fauquemont (deux pour le retour), et trois trains spéciaux en provenance d'Amsterdam, La Haye et Zwolle (classés comme trains locaux, mais avec moins d'arrêts que les trains interurbains). En 1990 (du 30 juin au 1er septembre) et 1993 (du 29 mai au 28 août), il restait trois Fauquemont Express directs, qui en 1993 circulaient comme trains express d'Amsterdam, La Haye et Zwolle à Fauquemont et retour. Peu de temps après, le Fauquemont Express  arrêta de circuler.

## Liaisons ferroviaires
Il y a deux lignes de trains qui s'arrètent à Fanquemont dont le train des trois pays.
Après minuit, les deux derniers trains RS18 (en direction de Kerkrade) ne circulent que jusqu'à Heerlen.

## Intermodalité
Les bus Arriva s'arrêtent devant la gare. De plus, il existe une navette depuis et vers la gare pour diverses attractions touristiques de Fauquemont, ainsi que vers le Holland Casino. Il y a également un parking pour les voitures géré par la commune. Finalement, il y a aussi des casiers à vélos, un local à vélos non surveillé et une station de taxis.

## Architecture
La gare de Fauquemont est l'une des cinquante gares des Pays-Bas qui offrent une image représentative des bâtiments appartenant à la NS et à ProRail (« La Collection »). Le bâtiment en pierre de craie locale («marne») présente de riches détails architecturaux d'arcs à renfort, de tourelles et de balustrades à créneaux, qui font référence à l'architecture des châteaux médiévaux. Côté quai, au-dessus du nom de la gare, se trouve un relief composé des armoiries de Fauquemont, flanquées des armoiries d'Aix-la-Chapelle (l'aigle) et de celles de Maestricht (l'étoile à cinq branches). Il existe un relief similaire côté rue, dans lequel les armoiries de Fauquemont ont été remplacées par l'horloge de la gare. Ailleurs sur la façade, une frise présente les armoiries des Pays-Bas et de l'Allemagne (un lion et un aigle) et une roue ailée (faisant référence aux chemins de fer).

## Galeries

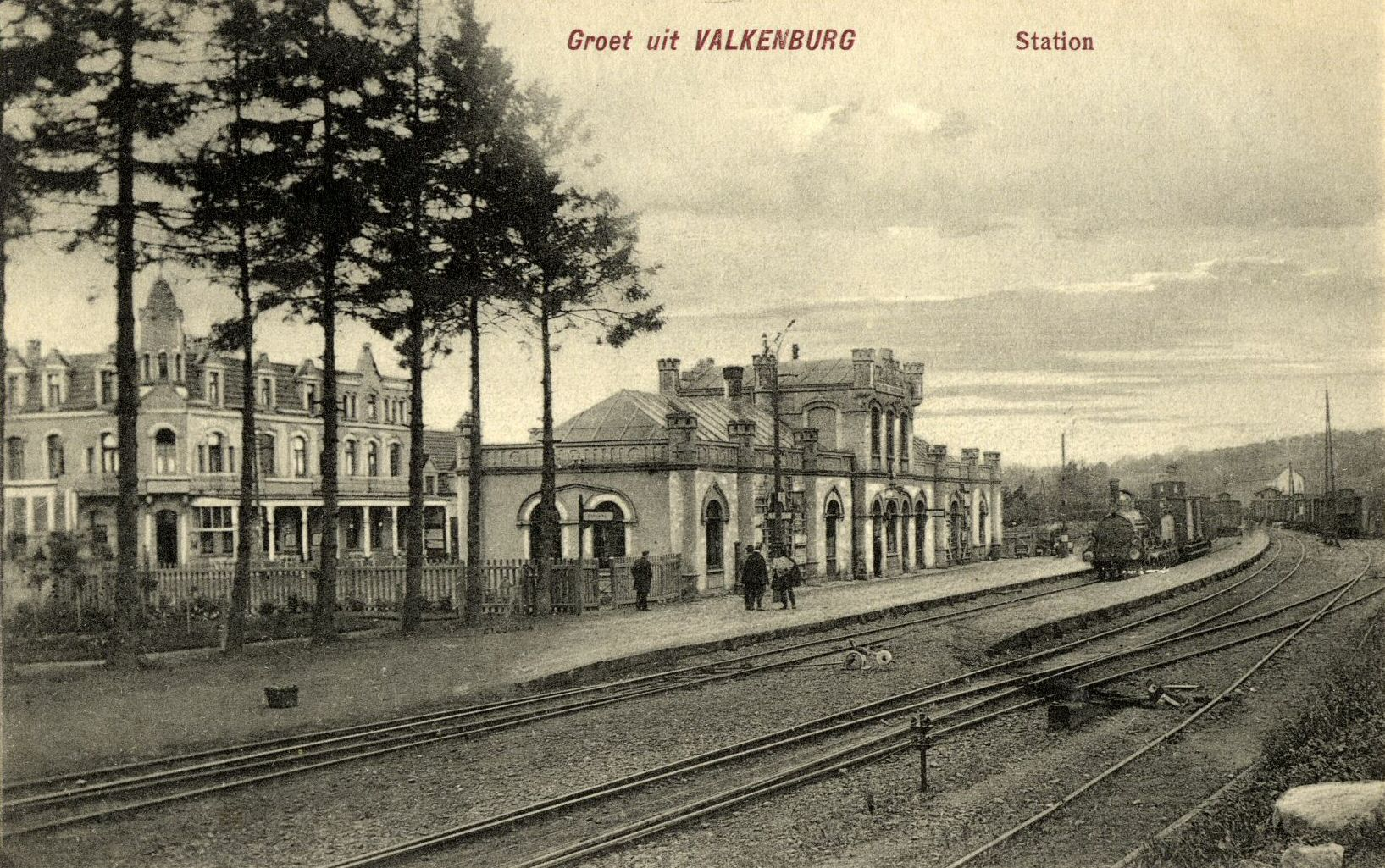
Gare vers 1905-1910
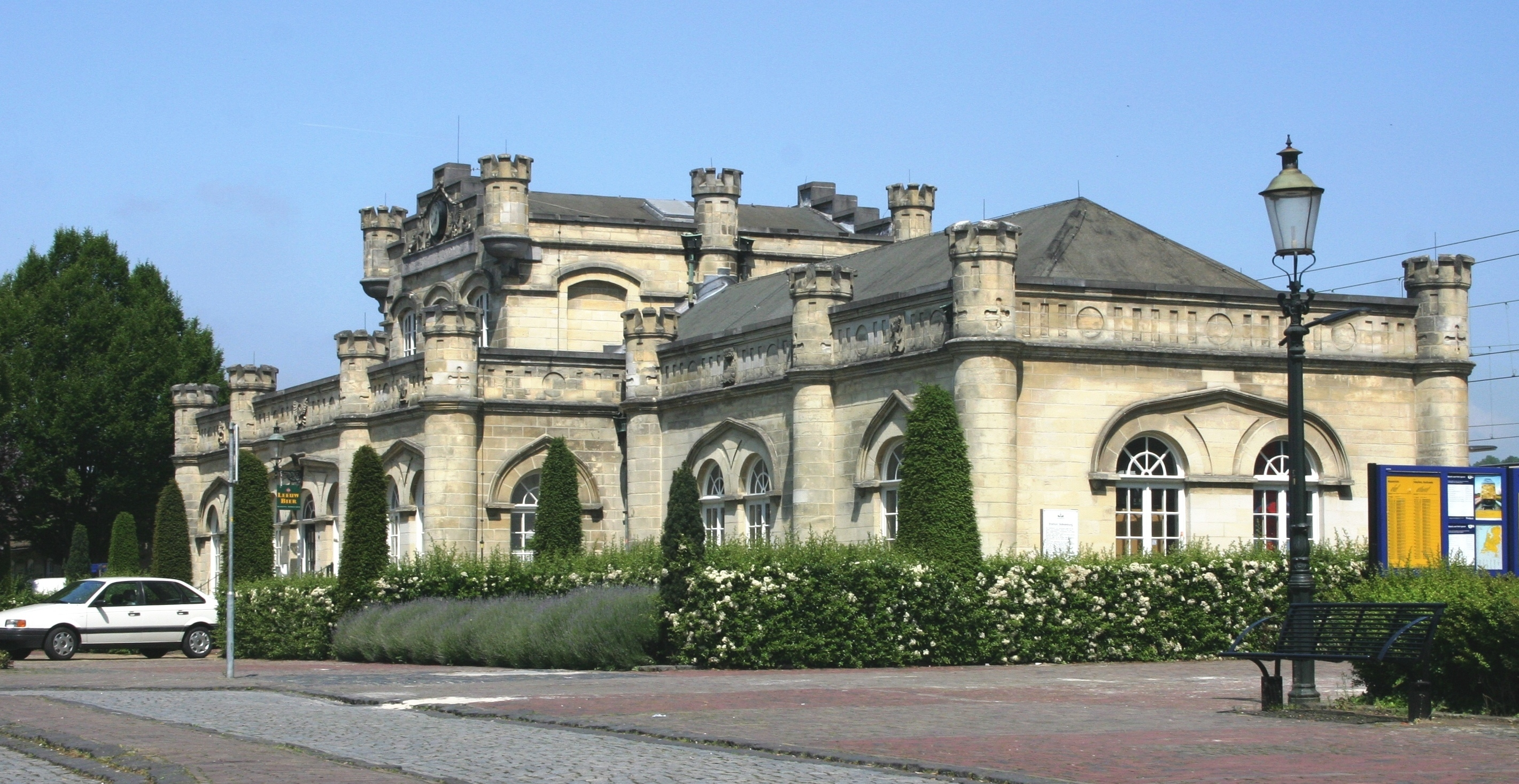
Place de la Gare côté Est
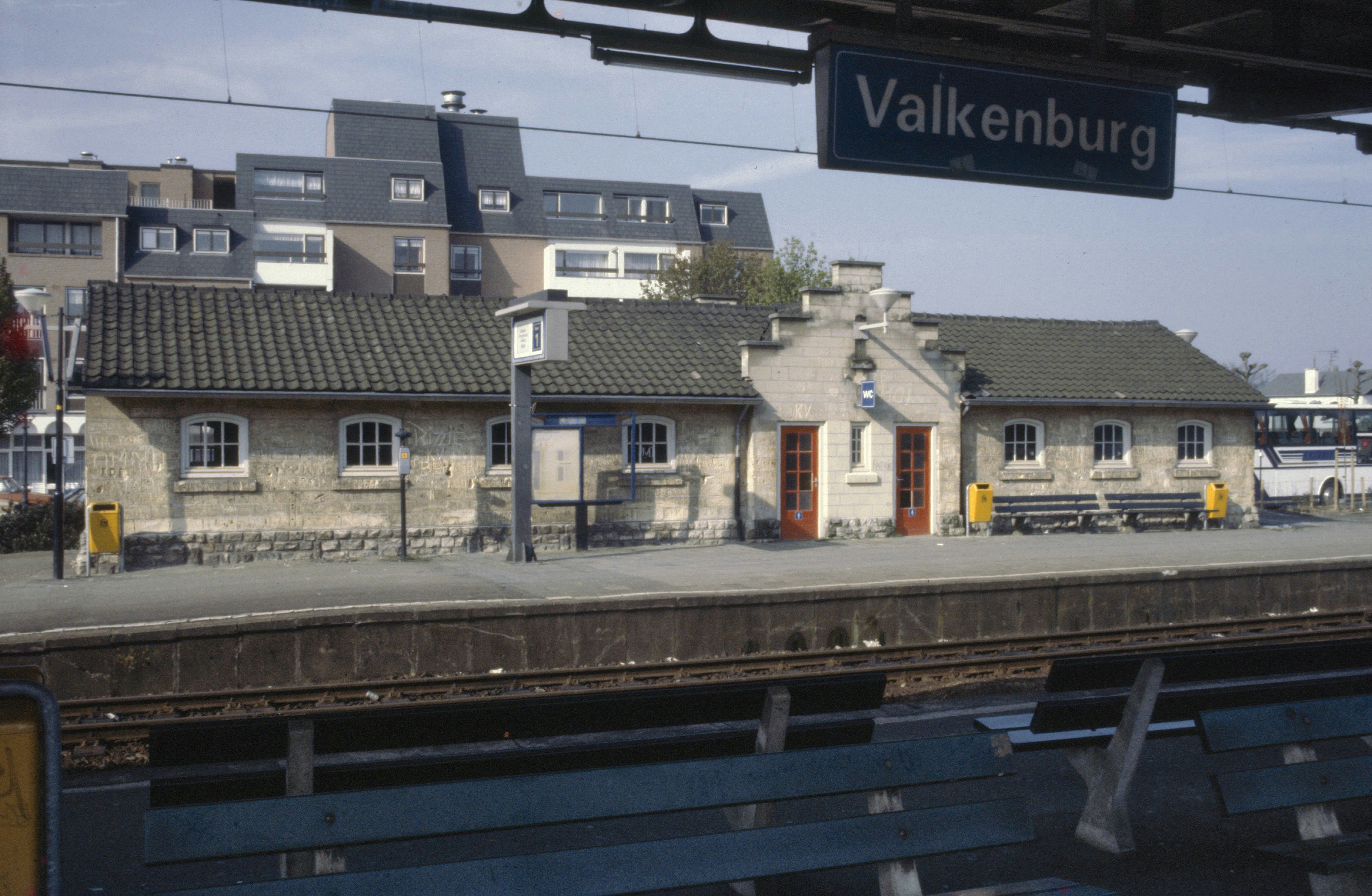
Plateforme et dépendance
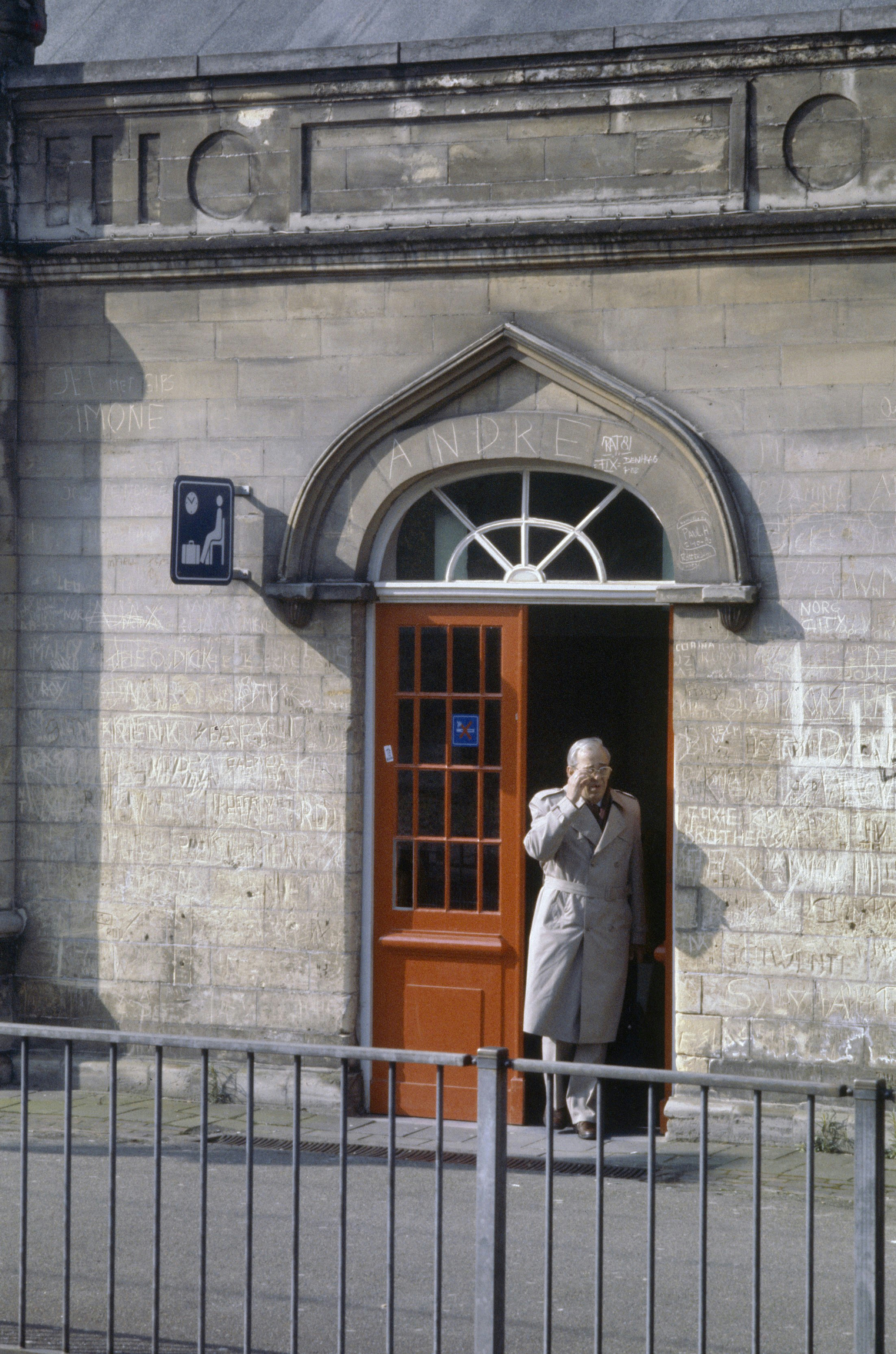
Entrée du hall de gare
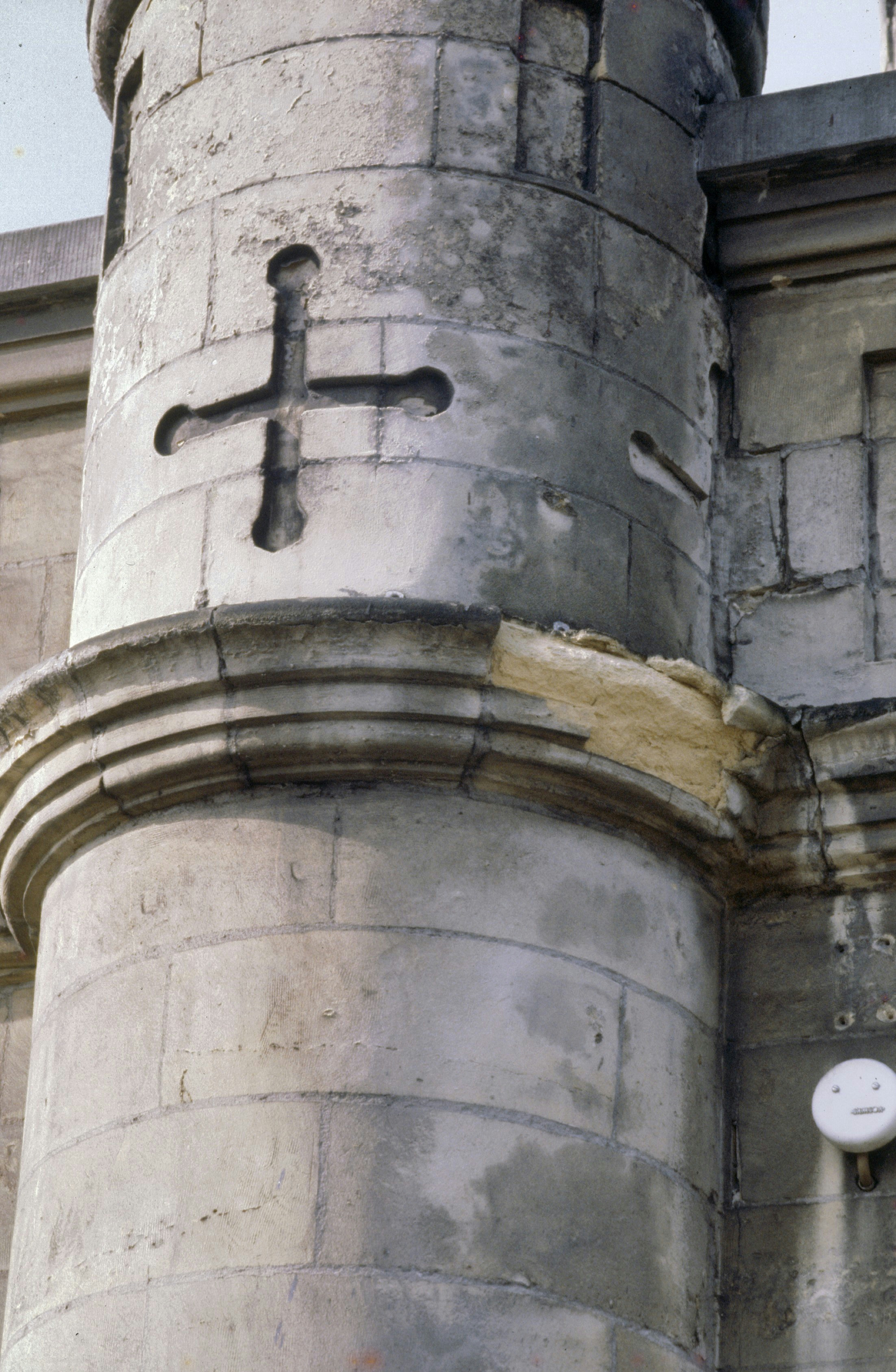
Détail architectural
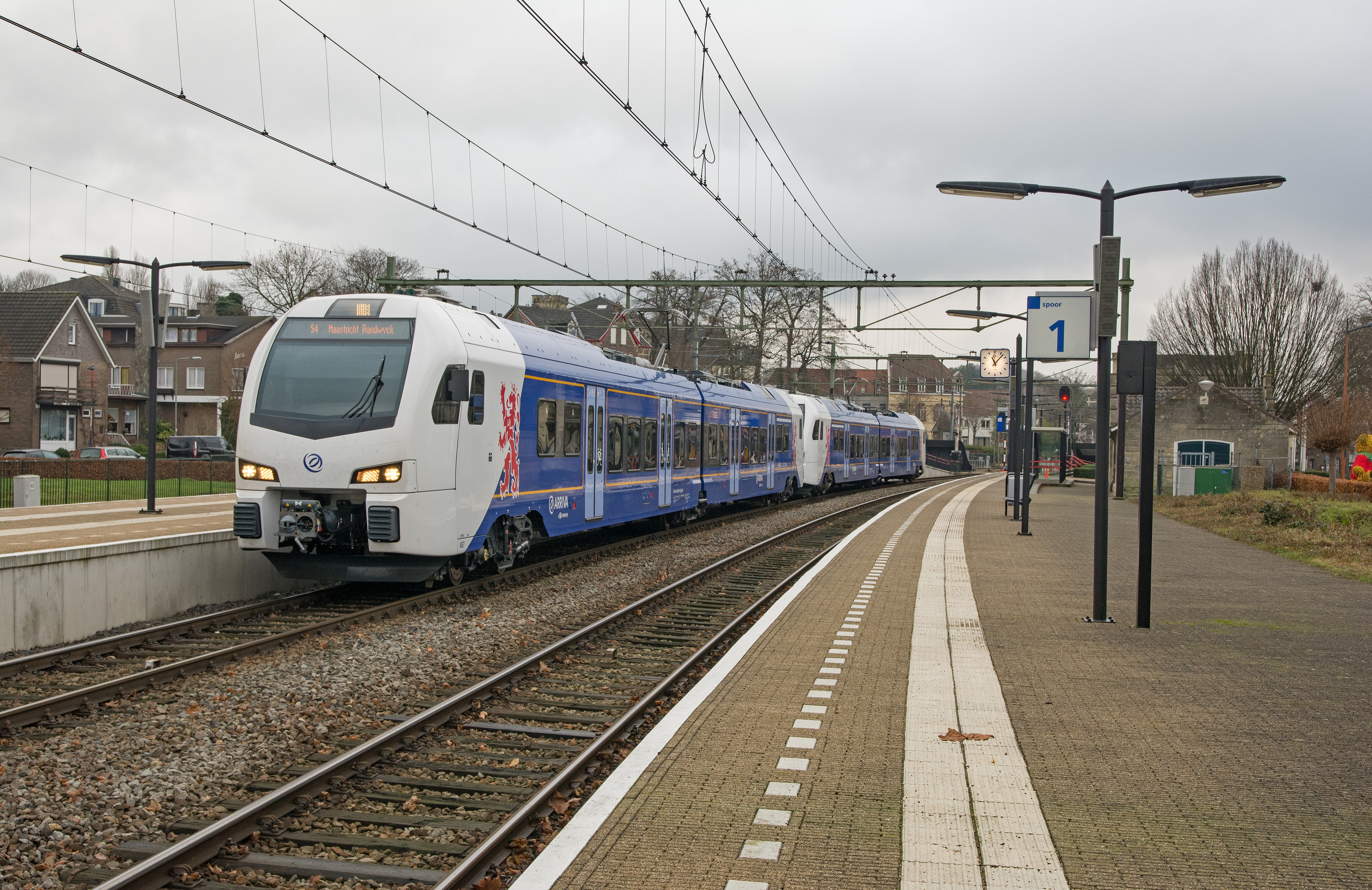
Arrivée FLIRT à la gare
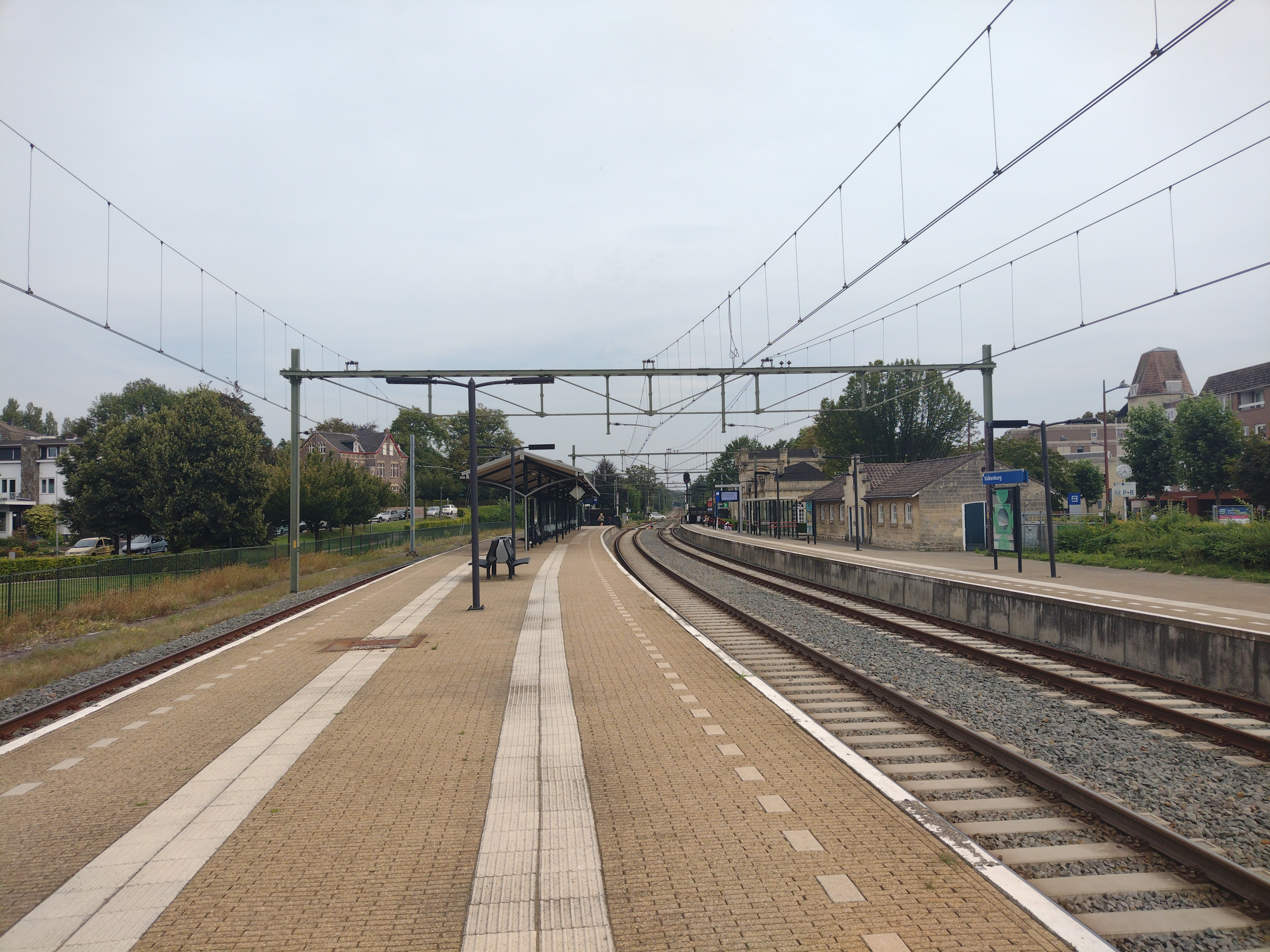
Les plateformes
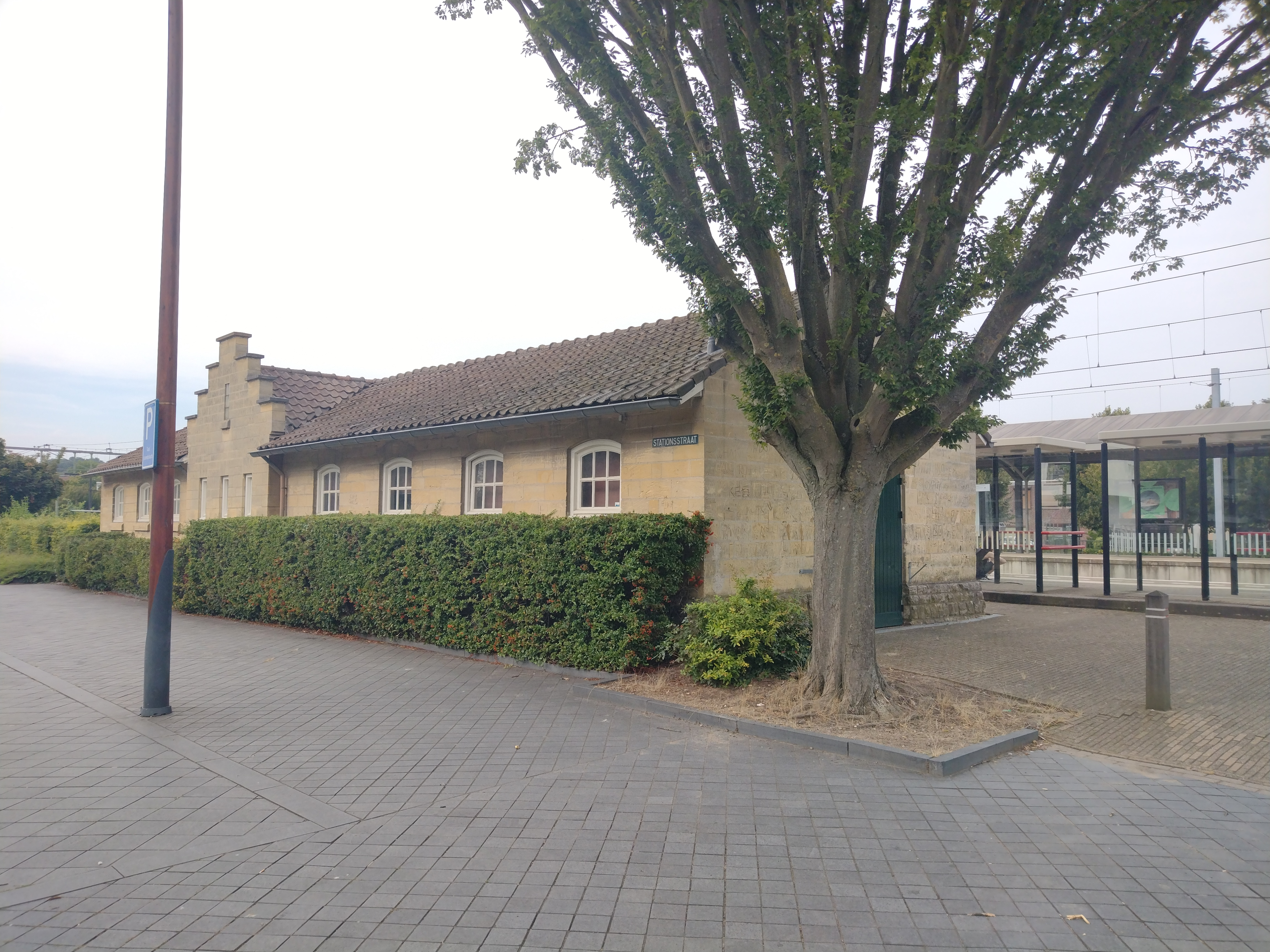
Dépendance

## Tourisme
- Le train-musée du ZLSM est désigné sur les indicateurs de train comme un « train supplémentaire » pour Simpelveld, avec comme type de train « train à vapeur ».
- La partie centrale de la gare sera immortalisée en tant que maison bleue de KLM Delft en 2023.